# ایالت‌های جنوب غربی آمریکا

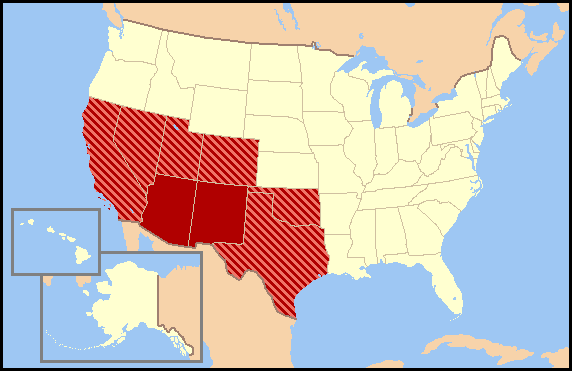

ایالت‌های جنوب غربی آمریکا یکی از مناطق جغرافیایی و فرهنگی ایالات متحده آمریکا می‌باشند.
بزرگ‌ترین شهرهای منطقه جنوب غربی، شهر فینیکس، سن دیگو، سانتافه،لاس وگاس، سن آنتونیو،سان فرانسیسکو و لس آنجلس هستند.

## اقتصاد
امروزه جنوب غرب با کارخانه‌ها، بانک‌ها و سیستم حمل و نقل پیشرفته اش، تبدیل به یک منطقه بسیار ثروتمند و مدرن شده‌است. در سرتاسر ایالات جنوب غربی، آسمان خراش‌های متعدد و بلندی به چشم می‌خورند و به خاطر آب و هوای گرم این ایالات، توریست‌ها و افراد بازنشسته زیادی از تمامی ایالات آمریکا و کشور کانادا به جنوب می‌آیند. این توریست‌ها، اعم از این که بازنشسته باشند یا صرفاً برای تفریح و تعطیلات به این مناطق آمده باشند، در این ایالات آفتابی، مجموعه‌ای از فرصت‌های شغلی مناسب و حال و هوای سنتی این ایالات استفاده می‌کنند.

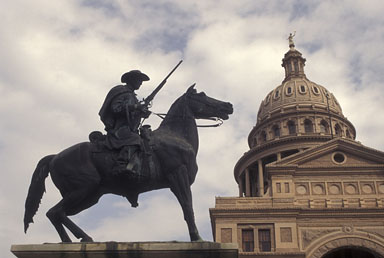

## جغرافیا
جنوب غرب، سرزمین چشم‌اندازهای با شکوه و زیبا، از جنگل‌های سرسبز و گسترده تا دشت‌ها و صحراهای وسیع و بی‌انتها است. پارک ملی گرند کنیون در آریزونا، یکی از زیباترین مناظر طبیعی آمریکا و یکی از منحصر بفردترین چشم‌اندازهای طبیعی جهان است. همچنین دره خاطره در ایالت یوتا، محل فیلم برداری بسیاری از فیلم‌های وسترن بوده‌است. این دره، محل مخصوص سرخ پوستان قبیله ناواحو – پرجمعیت‌ترین قبیله سرخ پوستان – به‌شمار می‌رود. زمین‌های اختصاصی بسیاری دیگر از قبایل سرخ پوست مانند قبیله‌های هاپی، زونی، پوئبلو و آپاچی نیز در این منطقه می‌باشد.

## تاریخ
قسمت‌های جنوبی ایالات غربی قبلاً متعلق به کشور مکزیک بوده‌است و آمریکا پس از جنگ‌هایش با مکزیک بین سال‌های ۴۸-۱۸۴۶ این ایالات را به خاک خود ضمیمه کرد. از همین رو تأثیر فرهنگ و آداب و رسوم مکزیک را به وضوح در این قسمت‌ها می‌توان دید و درصد بالایی از جمعیت این نواحی از تبار آمریکایی- مکزیکی هستند.
نفوذ این منطقه در صحنه سیاسی آمریکا غیرقابل انکار می‌باشد؛ لیندون بینز جانسون و جرج بوش هر دو از تگزاس بودند. جان مک کین از آریزونا، و بیل ریچاردسون از نیومکزیکو است.

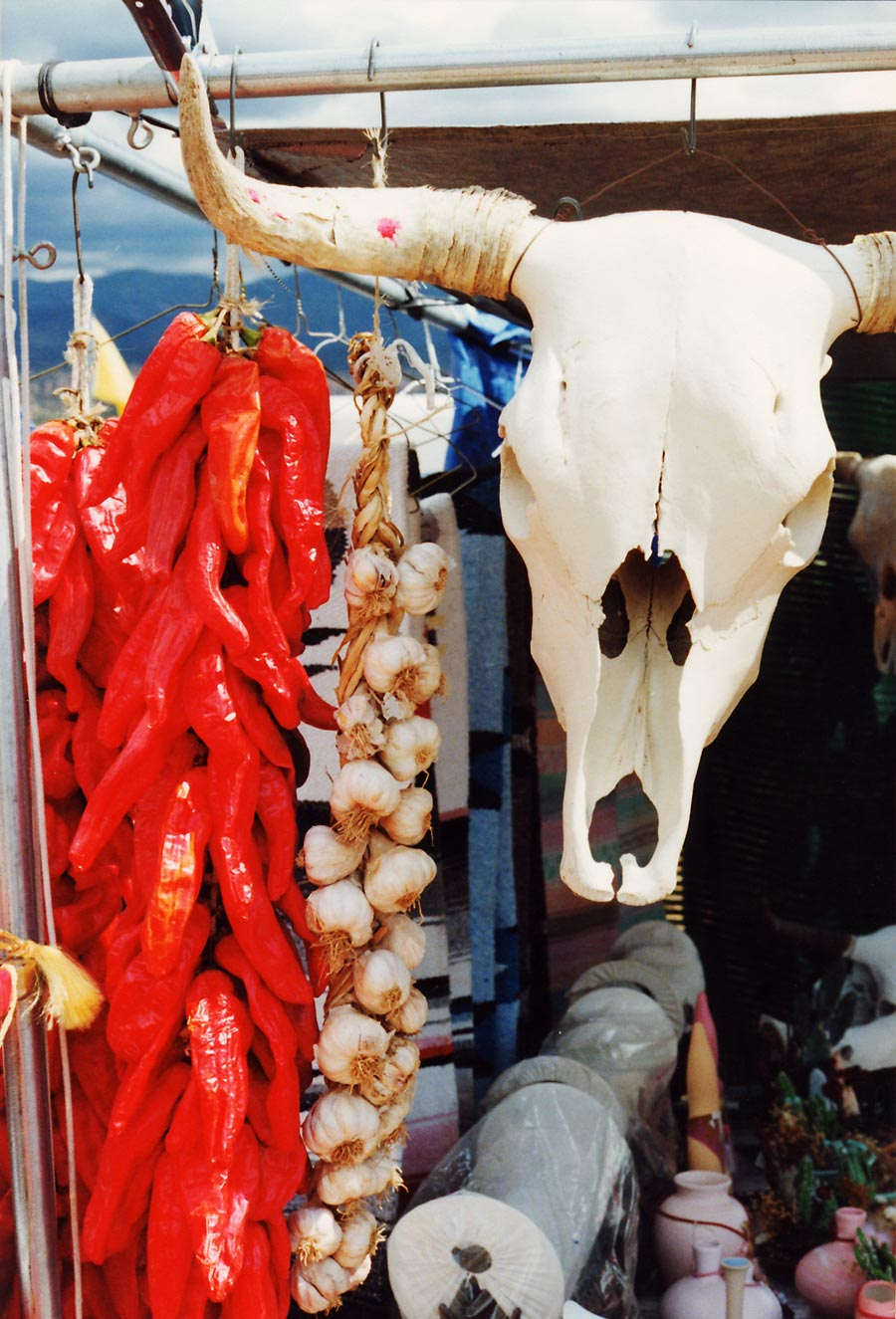

## ویژگی‌ها
ایالت آریزونا علی‌رغم تابستان‌های داغ از مشکلاتی مانند سیل، گردباد و زلزله در امان است و در زمستان آب و هوایی معتدل دارد و از این جهت به صورت یک رقیب جدی برای ایالات جنوبی در جذب سرمایه، توریسم وافراد بازنشسته در آمده‌است. همچنین لاس وگاس و ایالت نوادا که به عنوان مراکز بازی قمار در جهان شناخته می‌شوند.
با وجود کمبود آب در ایالات غربی، احداث سد بر روی رود کلرادو و دیگر رودهای این ایالات و پروژه‌های آب‌رسانی به آریزونای مرکزی، باعث شده‌است که شهرهای فینیکس مرکز آریزونا و آلبکرکی در نیومکزیکو که زمانی شهرک‌هایی کوچک بودند، اکنون تبدیل به شهرهایی بزرگ با جمعیت زیاد شوند. پروژه‌های انتقال آب به این ایالات از فواصل دور، هم چنین باعث ایجاد امکان کشاورزی و گسترش مزارع غلات در این ایالات شده‌است و اقتصاد این مناطق را رونق بخشیده است. شهرهای سانتا فه و تائوس در نیومکزیکو، مرکز هنرهایی مانند نقاشی، مجسمه‌سازی و اپرا هستند.